# Amyttosa
Amyttosa is een geslacht van rechtvleugeligen uit de familie sabelsprinkhanen (Tettigoniidae). De wetenschappelijke naam van dit geslacht is voor het eerst geldig gepubliceerd in 1965 door Max Beier.

## Soorten
Het geslacht Amyttosa omvat de volgende soorten:
- Amyttosa brevipennis Beier, 1967
- Amyttosa insectivora Naskrecki, 2008
- Amyttosa mutillata Karsch, 1890
- Amyttosa nimbana Chopard, 1954